# Ricky Tavares
Marcílio Henrique Tavares Gonçalves (né le 28 août 1991), mieux connu sous le nom de Ricky Tavares, est un acteur et mannequin brésilien.

## Filmographie

### Télévision
- 2009 : Promessas de Amor : Aurélio Pitini (Pit)[2]
- 2009 : Malhação ID : Rodrigo Cerqueira[1]
- 2011 : Vidas em Jogo : Wellington Nobre Batista[3]
- 2013 : José do Egito : José (jeune)[4]
- 2013 : Casamento Blindado : Diogo[5]
- 2014 : Milagres de Jesus : Davi[6]
- 2014 : Vitória : Mossoró Ferreira[7]
- 2016 : A Terra Prometida : Zaqueu[8]
- 2018 : Jesus : Judas Tadeu[9]
- 2021 : Gênesis : Harã[10]
- 2022 : Além da Ilusão : Inácio[11]
- 2022 : Maldivas : Miguel[12]

### Cinéma
- 2022 : Rocinha, Toda História Tem Dois Lados[13],[14]

### l'Internet
- 2015 : Discutindo a Relação : Fred Ribeiro[15]
- 2017 : Super Crianças : Morel[16],[17]

## Théâtre
- 2013 : Apaixonados[18],[19]